# I Kissed a Girl
I Kissed a Girl ist ein Lied der US-amerikanischen Sängerin Katy Perry aus dem Jahr 2008. Der Popsong wurde von Cathy Dennis, Lukasz Gottwald (Dr. Luke), Max Martin sowie Katy Perry geschrieben und im Mai 2008 als Leadsingle aus Perrys zweiten Studioalbum One of the Boys ausgekoppelt. Das Stück erreichte die Spitzenposition der Billboard Hot 100 und ist stilistisch einem eher rockorientierten Elektropop zuzuordnen. In einem Interview verriet die Sängerin Macy Gray, dass der Song I Kissed a Girl zunächst ihr angeboten wurde.

## Geschichte
Zu diesem Lied inspiriert wurde Katy Perry von Scarlett Johansson.

„Ich wurde zu ‚I Kissed a Girl‘ inspiriert, als ich eine Zeitschrift öffnete und ein Bild von Scarlett Johansson sah. Mein Freund war dabei und ich sagte zu ihm, ‚Ganz ehrlich, wenn Scarlett Johansson jetzt zur Tür reinkommen und mit mir fummeln wollen würde, dann würde ich mitmachen. Ich hoffe, du findest das okay.“

In einem Interview mit dem Observer Music Monthly sagte Perry, der Song sei – entgegen den Interpretationen durch die Medien – kein Aufruf, die sexuelle Orientierung zu wechseln, sondern über betrunkene Neugier (drunken curiosity).
Während der Song in mehreren Ländern Platz 1 der Hitparade erreichte, löste der Text bei konservativen und homosexuellen Gruppierungen Kontroversen in den Medien aus. Es stand unter anderem die Frage im Raum, ob Perry homosexuell oder aber homophob sei. In mehreren Stellungnahmen gab Perry bekannt, dass sie nach wie vor heterosexuell sei.

## Rezeption

### Preise
2009 war der Song für einen Grammy nominiert.

### Rezensionen
Das Blogcritics Magazine bezeichnete I Kissed a Girl als eingängig, auch das Internetportal About.com bewertete das Lied positiv als perfekten Durchbruch. Fachmedien wie das Rolling Stone bemängelten die kommerzielle Ausrichtung des Tracks und die Produktion, die Perrys Stimme nicht klar zu erkennen gebe. Laut.de bezeichnet I Kissed a Girl als PR-Gag.

## Kommerzieller Erfolg

### Chartplatzierungen
Neben der Spitzenplatzierung in den Vereinigten Staaten war I Kissed a Girl ebenfalls im Vereinigten Königreich, Deutschland, Österreich und der Schweiz auf Platz 1 der Charts. In Deutschland hielt sich der Titel insgesamt fünf Wochen an der Spitze. Er erreichte die Position am 29. August 2008 und blieb dort zunächst für zwei Wochen. Am 12. September wurde I Kissed a Girl für eine Woche von Rosenstolz mit Gib mir Sonne von der Spitzenposition verdrängt, konnte sich danach aber erneut für drei Wochen auf dem ersten Platz halten.
| ChartsChartplatzierungen       | Höchstplatzierung | Wochen |
| ------------------------------ | ----------------- | ------ |
| Deutschland (GfK)              | 1 (40 Wo.)        | 40     |
| Österreich (Ö3)                | 1 (34 Wo.)        | 34     |
| Schweiz (IFPI)                 | 1 (51 Wo.)        | 51     |
| Vereinigte Staaten (Billboard) | 1 (23 Wo.)        | 23     |
| Vereinigtes Königreich (OCC)   | 1 (34 Wo.)        | 34     |

| ChartsJahrescharts (2008)      | Platzierung |
| ------------------------------ | ----------- |
| Deutschland (GfK)              | 5           |
| Österreich (Ö3)                | 4           |
| Schweiz (IFPI)                 | 8           |
| Vereinigte Staaten (Billboard) | 14          |
| Vereinigtes Königreich (OCC)   | 4           |

| ChartsJahrescharts (2009) | Platzierung |
| ------------------------- | ----------- |
| Deutschland (GfK)         | 95          |
| Schweiz (IFPI)            | 48          |

| ChartsJahrescharts (2000–2009) | Platzierung |
| ------------------------------ | ----------- |
| Vereinigte Staaten (Billboard) | 66          |

### Auszeichnungen für Musikverkäufe
| Land/Region                  | Auszeichnungen für Musikverkäufe (Land/Region, Auszeichnung, Verkäufe) | Verkäufe   |
| ---------------------------- | ---------------------------------------------------------------------- | ---------- |
| Australien (ARIA)            | 9× Platin                                                              | 630.000    |
| Belgien (BRMA)               | Gold                                                                   | 15.000     |
| Brasilien (PMB)              | 2× Platin (Standard) · + Platin (Jason Nevins Funkrokr Extended Mix)   | 180.000    |
| Dänemark (IFPI)              | 3× Platin                                                              | 45.000     |
| Deutschland (BVMI)           | 5× Gold                                                                | 750.000    |
| Finnland (IFPI)              | Platin                                                                 | 14.072     |
| Frankreich (SNEP)            | Gold                                                                   | 160.000    |
| Italien (FIMI)               | Platin                                                                 | 100.000    |
| Kanada (MC)                  | 7× Platin (Single) · + 6× Platin (Ringtone)                            | 520.000    |
| Neuseeland (RMNZ)            | 3× Platin                                                              | 90.000     |
| Norwegen (IFPI)              | Platin                                                                 | 60.000     |
| Österreich (IFPI)            | Platin                                                                 | 30.000     |
| Schweden (IFPI)              | Platin                                                                 | 20.000     |
| Schweiz (IFPI)               | 3× Gold                                                                | 45.000     |
| Spanien (Promusicae)         | Platin                                                                 | 40.000     |
| Vereinigte Staaten (RIAA)    | 6× Platin                                                              | 6.000.000  |
| Vereinigtes Königreich (BPI) | 2× Platin                                                              | 1.600.000  |
| Insgesamt                    | 4× Gold · 48× Platin ·                                                 | 10.285.072 |

Hauptartikel: Katy Perry/Auszeichnungen für Musikverkäufe

## Coverversionen
I Kissed a Girl wurde von verschiedenen Formationen gecovert, u. a. von Travis oder Terminal Choice. In Deutschland war die Version von The Real Booty Babes kommerziell am erfolgreichsten, die am 28. November 2008 für eine Woche auf Platz 98 der deutschen Verkaufscharts notiert war.
Außerdem existiert eine Variante mit dem Namen I Kissed a Boy der US-amerikanischen Rockband Cobra Starship, erschienen in den USA auf dem Mixtape von Fall Out Boy Welcome to the New Administration.
Am 20. September 2010 wurde eine Coverversion der Sängerin Meg Pfeiffer veröffentlicht.
10 Jahre später am 16. Oktober 2020 erschien eine Coverversion der DJ Projekte Sunlike Brothers & LANNÉ zusammen mit der Sängerin Courtney Drummey, welche in kurzer Zeit mehrere Millionen Streams verzeichnen konnte.

## Trivia
Die US-amerikanische Popsängerin Kesha spielte im offiziellen Musikvideo mit.